# Порт Луны
Порт Луны (фр. Port de la Lune) — устоявшееся название излучины Гаронны, на левом берегу которой находится исторический центр города Бордо (Франция). Название произошло от сходства изгиба реки с дугой полумесяца. Этот полумесяц, символизирующий Гаронну, изображён на гербе города Бордо.
Начиная с XVI века на излучине располагался торговый порт города, главный коммерческий центр Бордо. В XX веке он был перенесён ниже по течению. В наше время в исторической части города время от времени швартуются лишь развлекательные суда, место торговых складов заняли пешеходные зоны.
В 2007 году эта старая часть Бордо под названием «Порт Луны» была включена в список Всемирного наследия ЮНЕСКО как «обитаемый исторически город, уникальный городской и архитектурный ансамбль эпохи Просвещения».

## Основные достопримечательности
- Биржевая площадь (Place de la Bourse), бывшая Королевская площадь, архитекторы Жак-Жюль Габриэль и Жак-Анж Габриэль, 1730—1755:
  - № 1, Отель-де-Ферм (с севера площади; архитектор Жак-Анж Габриэль, 1735—1738). Здание занимают Межрегиональное управление таможни и косвенных прав и Национальный музей таможни[фр.], открывшийся в 1984 году;
  - № 17, Здание Биржи (с юга площади; архитектор Жак-Анж Габриэль). Здание занимает Торгово-промышленная палата Бордо — Жиронды[фр.];
  - Фонтан трёх граций (проект архитектора Луи Висконти, скульптор  Шарль Гюмери[фр.], 1869);
  - Фонтан «Зеркало воды[фр.]» (Мишель Коражу[фр.], Пьер Ганне и Жан-Макс Лорка, 2006).
- Базилика Святого Михаила с колокольней, XIV—XVI века.
- Собор Святого Андрея, XI—XV века с колокольней[фр.], 1440—1500.
- Дворец Рогана[фр.] (Palais Rohan). Здание занимает городская ратуша (Hotel de Ville).
- Большой театр Бордо (Grand Theatre), архитектор Виктор Луи, 1773—1780.
- улица Сент-Катрин (Sainte-Catherine), самая длинная пешеходная улица Европы;
- Ворота Кайо (Porte Cailhau), XV век.
- Большой колокол Бордо, XV век.
- Руины амфитеатра (Пале-Галлиен), начало II века.

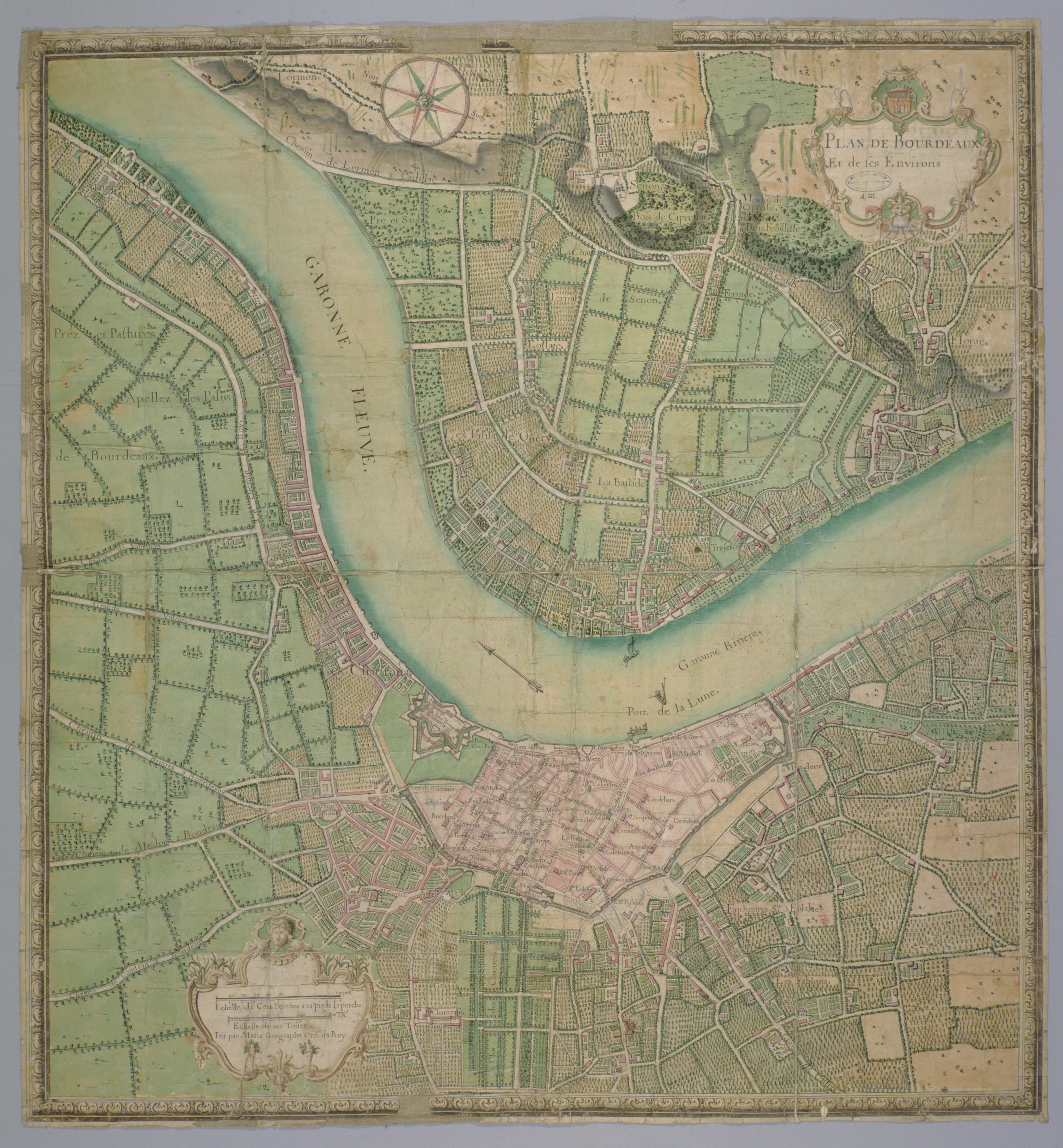
Карта Бордо, 1717 год.
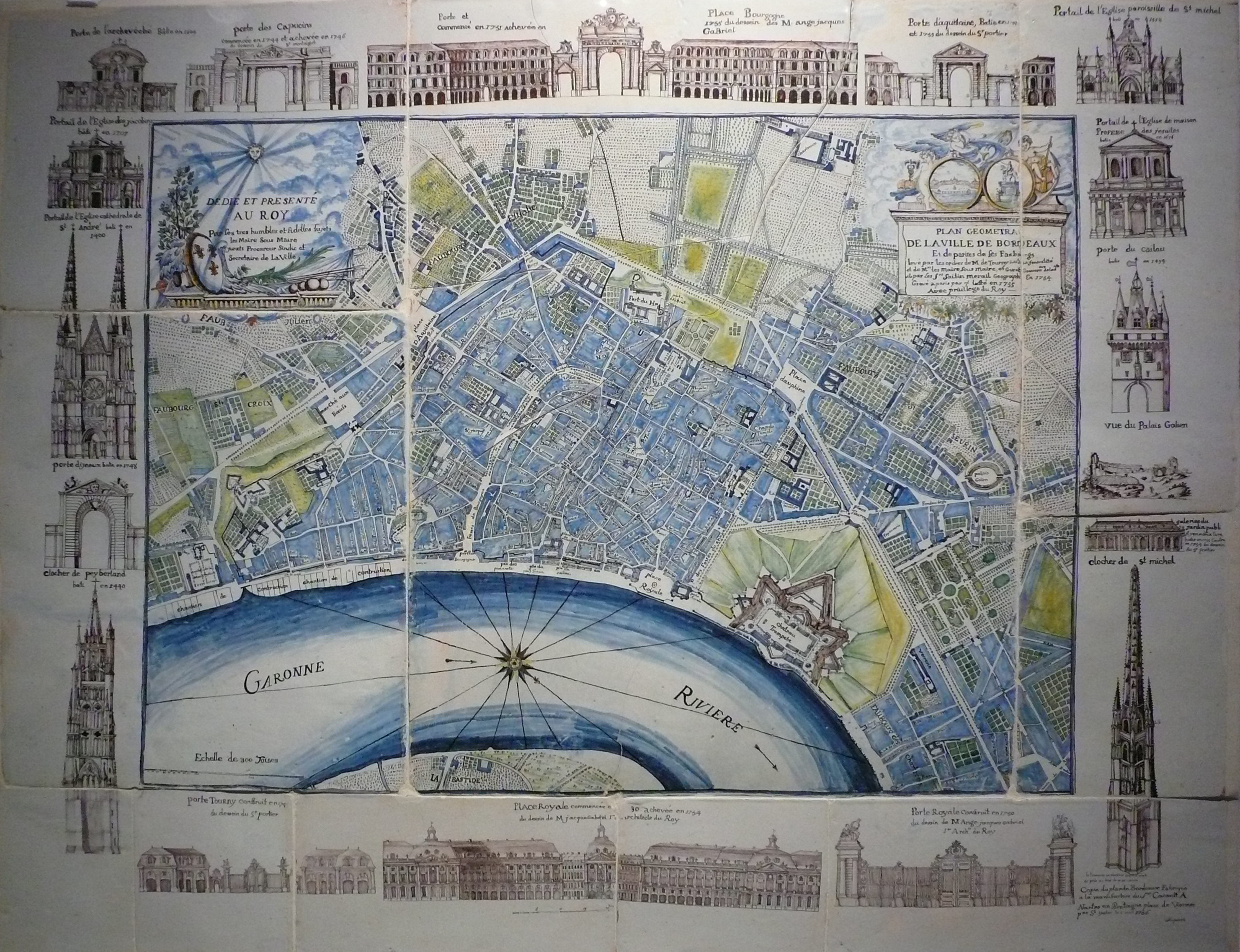
Карта Бордо с указанием достопримечательностей, 1756 год.
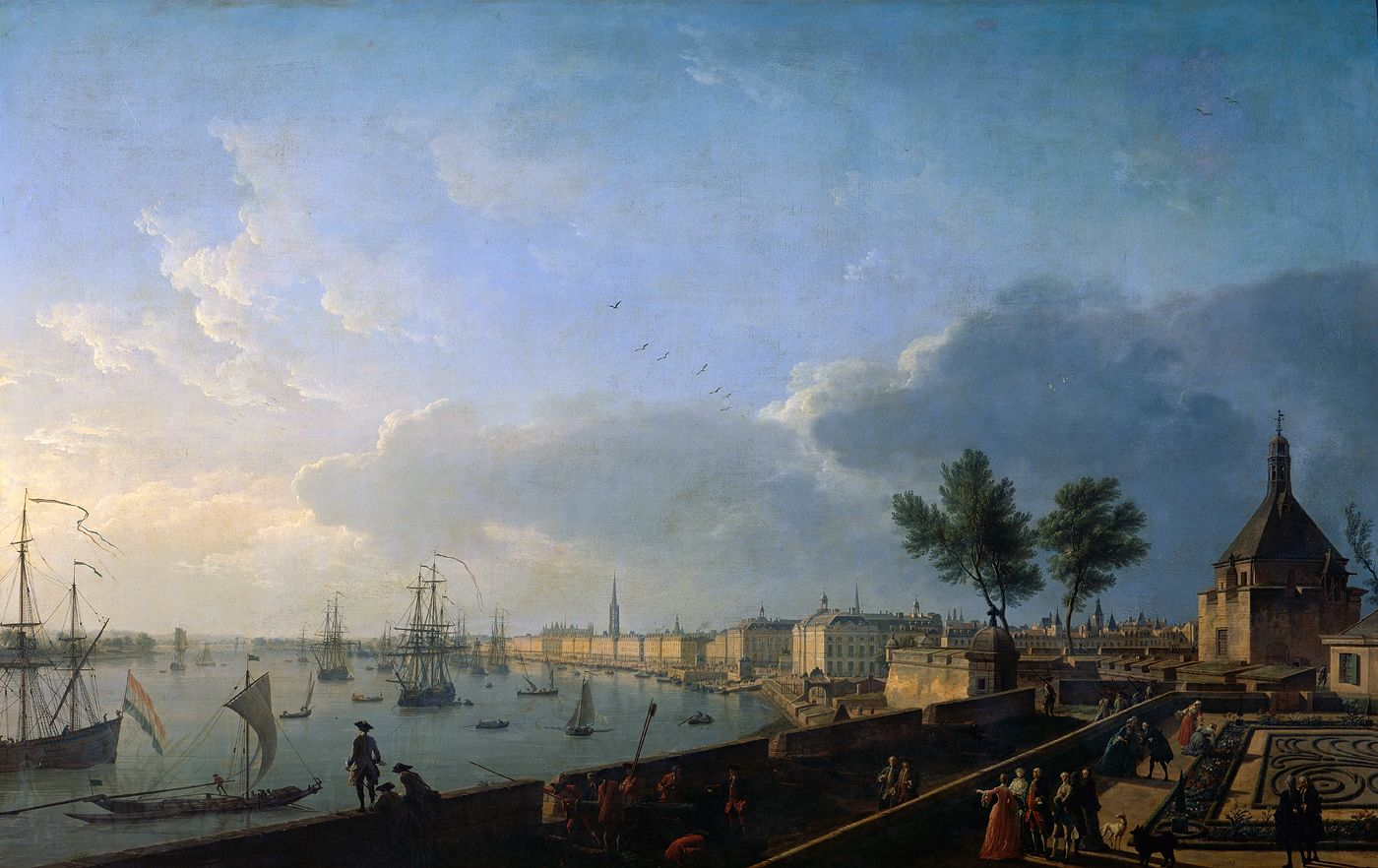
Клод Жозеф Верне. Вид на порт Бордо, 1759.
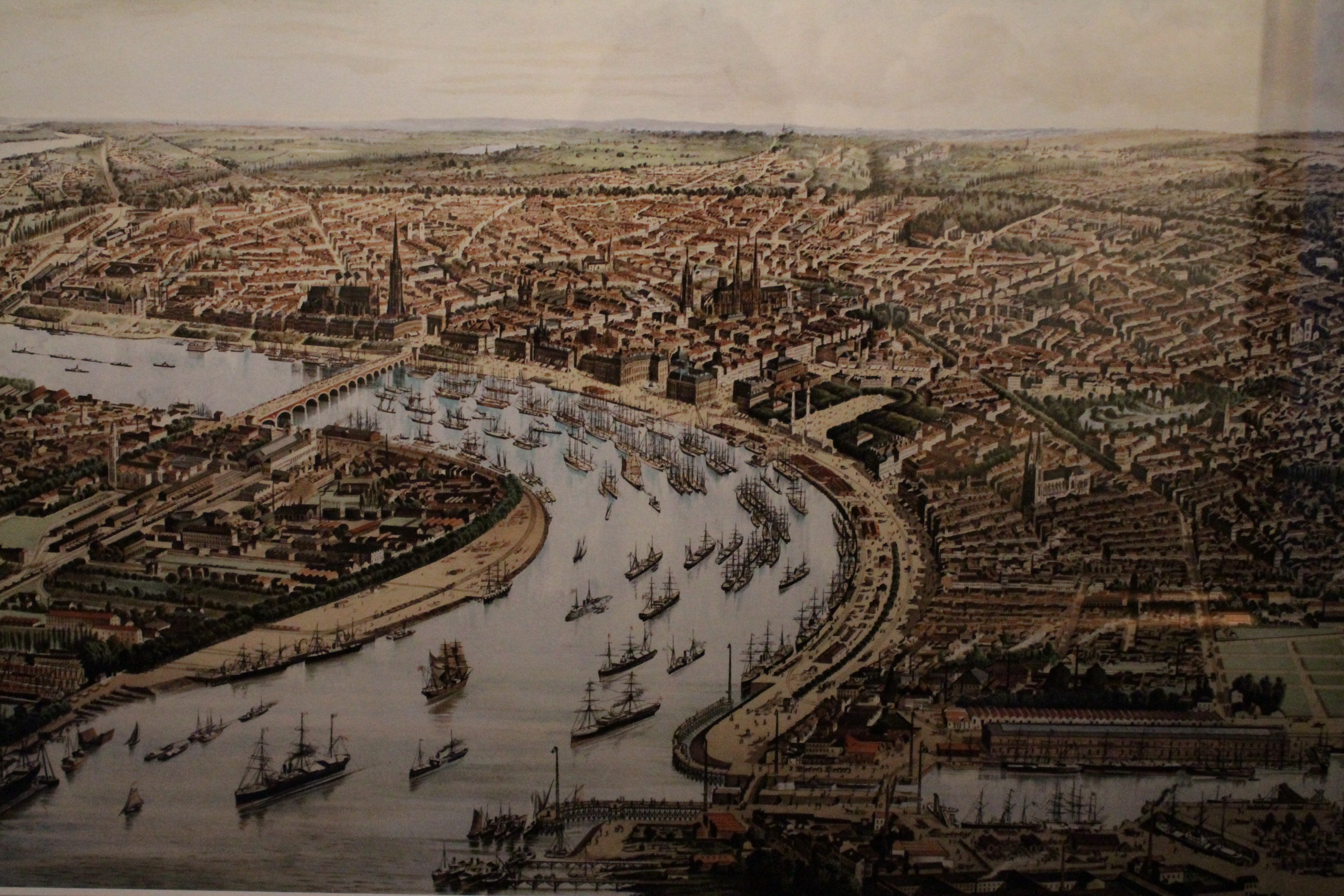
Гаронна и Бордо на рисунке XIX века.